# Hermann Schnorbach
Hermann Schnorbach (* 22. Januar 1949 in Boppard; † 17. April 2021) war ein deutscher Pädagoge und Autor.

## Leben
Hermann Schnorbach studierte Rechts-, Wirtschafts-, Sozial- und Erziehungswissenschaften an der Universität des Saarlandes in Saarbrücken sowie an der Johann Wolfgang Goethe-Universität Frankfurt am Main. 1974 legte er das Staatsexamen für das Lehramt an Grundschulen an der Universität Frankfurt ab. 1978 erwarb er das Diplom im Fach Erwachsenen-Bildung, 1989 erfolgte seine Promotion zum Dr. phil. in Frankfurt am Main.
Schnorbach arbeitete in der Folge als Grund-, Haupt- und Realschullehrer in Frankfurt am Main, an der Deutschen Auslandsschule in Addis Abeba in Äthiopien, an der Europäischen Schule in München, an der Odenwaldschule Oberhambach in Heppenheim und an der Pestalozzischule in Lampertheim. Er beteiligte sich an Forschungsarbeiten in Projekten der Deutschen Forschungsgemeinschaft (DFG). Zusammen mit Hildegard Feidel-Mertz baute er die Sammlung Politisch Pädagogische Emigration (PPE 1933-1945 ) auf. Er publizierte vor allem zum Thema Pädagogische Emigration, u. a. Pädagogisch-politische Emigration 1945, sowie zur nachhaltigen Bildung. Seit 1995 ist er in der schulischen Umweltbildungsarbeit tätig. Schwerpunkt ist dabei das Thema „Bildung für nachhaltige Entwicklung (BNE)“ (BLK 21, Transfer 21). Er arbeitet im BNE Bundesarbeitskreis Grundschule mit.
2008 gründete Schnorbach gemeinsam mit Angelika Klammt das „Team BNE-Bergstraße“, eine Initiative zur Lehrerfortbildung im Bereich Bildung für nachhaltige Entwicklung in der Grundschule. Er ist einer der Leiter der 2012 gegründeten „BNE Beratungsstelle Grundschule“ an der Eichendorffschule in Heppenheim.
Das Team BNE-Bergstraße wurde ausgezeichnet, 2009 für ein offizielles Projekt der Weltdekade „Bildung für eine nachhaltige Entwicklung“, 2011 für ein Projekt „Weltweitwissen – Grenzen überschreiten“ und 2013 für das Umwelt-, Kultus- und Sozialministerium in Hessen als „Zertifizierter Bildungsträger für Nachhaltige Entwicklung – Lernen und Handeln für unsere Zukunft“.

## Veröffentlichungen
- Mit Hildegard Feidel-Mertz: Lehrer in der Emigration. Der Verband deutscher Lehreremigranten (1933–1939) im Traditionszusammenhang der demokratischen Lehrerbewegung. Beltz Verlag, Weinheim/Basel 1981, ISBN 3-407-54114-7.
- Hrsg.: Lehrer und Schule unterm Hakenkreuz. Dokumente des Widerstands 1930 bis 1945. Athenäum Verlag, Königstein/Ts. 1988, ISBN 3-7610-8275-4
- Lehrer im Internationalen Gewerkschaftsbund. Entstehung und Entwicklung des Internationalen Berufssekretariats der Lehrer von 1918 bis 1945. Juventa Verlag, Weinheim 1989, ISBN 3-7799-0692-9.
- Hrsg. mit Monika Lehmann: Aufklärung als Lernprozess. Festschrift für Hildegard Feidel-Mertz. dipa-Verlag, Frankfurt 1992, ISBN 3-7638-0186-3.
- Mit Hildegard Feidel-Mertz: Die pädagogisch-politische Emigration. In: Claus-Dieter Krohn u. a. (Hrsg.): Handbuch der deutschsprachigen Emigration 1933–1945. Wissenschaftliche Buchgesellschaft, Darmstadt 1998, ISBN 3-89678-086-7, Sp. 584–597.
- Für ein ‚Anderes Deutschland'. Die Pestalozzischule in Buenos Aires (1934–1958). dipa-Verlag, Frankfurt 1995, ISBN 3-7638-0353-X. Span. Ausgabe. 2. Auflage. Buenos Aires 2005.
- Glückwünsche an die Pestalozzischule in Buenos Aires. Über unveröffentlichte Briefe von Thomas Mann, Albert Einstein, Heinrich Mann, Lion Feuchtwanger, Adrienne Thomas, Konrad Heiden, Emil Ludwig, Stefan Zweig und Sigmund Freud. In: EXIL. Frankfurt am Main 1999, Nr. 1, S. 49–66.
- Mit Hildegard Feidel-Mertz: Der Blick fürs Ganze. In: Hessische Blätter für Volksbildung. Hrsg. v. Hessischen Volkshochschulverband. Frankfurt am Main, Heft 1/2001, S. 8–17. (über die Lehrerin, Widerstandskämpferin gegen die NS-Diktatur, Hessische Landtagsabgeordnete und Volksbildnerin Johanna Spangenberg aus Trechtingshausen am Rhein)
- Jella Lepman oder: deutsche Vergesslichkeiten. 50 Jahre ‚Konferenz der Tiere’. In: Beiträge Jugendliteratur und Medien. Weinheim, Heft 4, 2001, S. 252–258.
- Clement Moreaus Zeitungskarikaturen als Vorbild für Hitler-Figuren von Bertolt Brecht. In: Viktoria Hertling u. a. (Hrsg.): Hitler im Visier. Literarische Satiren als Waffe gegen den Nationalsozialismus. Arco Verlag, Wuppertal 2005, ISBN 3-9808410-6-5, S. 175–192.
- Kinder flüchten vor Hitlers Weltkrieg – Tim, Tom und Mary. Eine Bilderfolge von Carl Meffert / Clement Moreau. Verlag Dietmar Fölbach, Koblenz 2011, ISBN 978-3-934795-47-1.
- Bildung für nachhaltige Entwicklung (BNE) konkret: Solare Leselampe für Kinder in Indien. In: Norbert Neuser (Hrsg.): Entwicklung braucht Energie. SE4ALL – für ein neues, nachhaltiges Entwicklungsziel. Verlag Rotation im Vorwärts Buch Verlag, Berlin 2013, ISBN 978-3-942972-18-5, S. 177–184. Mitarbeit bei Inge Hansen-Schaberg (Hrsg.), Basiswissen Pädagogik. Band 2, Landerziehungsheime. Schneider Verlag Hohengehren, Neuausgabe 2012.
- Mitarbeit bei: Hilde Jarecki: Spielgruppen – ein praxisbezogener Zugang. Hrsg. u. kommentiert von Hildegard Feidel-Mertz und Inge Hansen-Schaberg. Reihe Reformpädagogik im Exil, Neue Folge, Band 12. Klinkhardt Verlag, Bad Heilbrunn 2014, ISBN 978-3-7815-1977-0.
- „Kinder haben ein Recht auf nachhaltige Entwicklung“ in Zeitschrift für Museum und Bildung 76–77 / 2014, In: Rochow-Museum und Akademie für bildungsgeschichtliche Forschung e.V. an der Universität Potsdam (Hrsg.): Bildet die Natur?, im LIT-Verlag, Berlin 2015, ISBN 978-3-643-99816-3, S. 138–157.
- Das Volkshochschulheim Nissafors von Kurt Stechert in Schweden. Eine Schule des demokratischen Erlebnisses für junge Deutsche 1948/49. Epubli, Weinheim 2021, ISBN 978-3-7531-5208-0.